# Alex Kirsch
Alex Kirsch (12 de junho de 1992) é um ciclista luxemburguês, membro da equipa Trek-Segafredo.

## Palmarés
- 2014
  - 3.º no Campeonato do Luxemburgo Contrarrelógio

- 2016
  - 3.º no Campeonato do Luxemburgo Contrarrelógio 
  - 2.º no Campeonato do Luxemburgo em Estrada

- 2017
  - 3.º no Campeonato do Luxemburgo Contrarrelógio 
  - 2.º no Campeonato do Luxemburgo em Estrada

- 2018
  - 2.º no Campeonato do Luxemburgo Contrarrelógio 
  - 2.º no Campeonato do Luxemburgo em Estrada

- 2020
  - 2.º no Campeonato do Luxemburgo Contrarrelógio

- 2021
  - 3.º no Campeonato do Luxemburgo Contrarrelógio

## Resultados em Grandes Voltas e Campeonatos do Mundo
| Corrida            | Corrida            | 2012 | 2013 | 2014 | 2015 | 2016 | 2017 | 2018 | 2019  | 2020 | 2021  |
| ------------------ | ------------------ | ---- | ---- | ---- | ---- | ---- | ---- | ---- | ----- | ---- | ----- |
|                    | Giro d'Italia      | —    | —    | —    | —    | —    | —    | —    | —     | —    | —     |
|                    | Tour de France     | —    | —    | —    | —    | —    | —    | —    | —     | —    | —     |
|                    | Volta a Espanha    | —    | —    | —    | —    | —    | —    | —    | 125.º | —    | 120.º |
| Mundial em Estrada | Mundial em Estrada | —    | —    | —    | Ab.  | —    | Ab.  | Ab.  | Ab.   | —    | Ab.   |

—: não participa

Ab.: abandono